# Centre Ratamo
Le centre Ratamo (finnois : Ratamo-keskus) est un hôpital et un centre de santé du Kymsote situé à Kotiharju dans le quartier Kangas à Kouvola en Finlande.

## Présentation

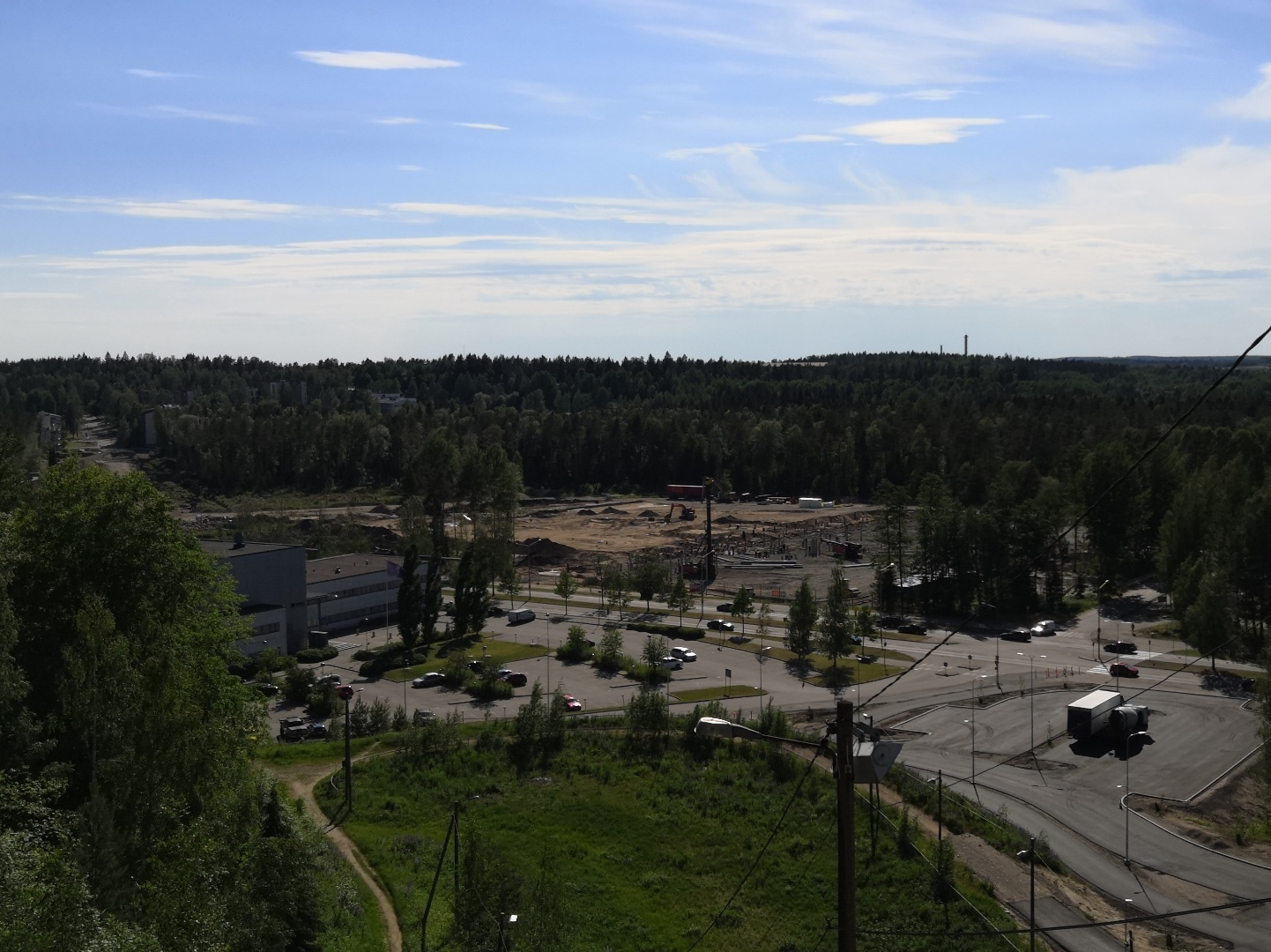
Le chantier de construction du centre Ratamo vu de la colinne Palomäki en juin 2019.

Lujatalo Oy a commencé les travaux de construction du Ratamokeskus en 2018 et ils se sont achevés en 2022.
Le centre est mis en service en mai 2022,,,,.
Le centre de santé de Kouvola fonctionne au centre Ratamo depuis le lundi 9 mai 2022.
Le centre compte, entre autres, une salle d'urgence et 115 lits, ainsi qu'un cabinet de dentiste.
Le service des urgences est situé au rez-de-chaussée, tout comme les laboratoires et les services d'imagerie ainsi que la cuisine et la salle à manger.
Au premier étage, on retrouve des salles de soins ainsi que des salles de réception pour les soins primaires et une clinique dentaire.
Les chambres des patients sont situées aux deuxième et troisième étages.
La moitié des chambres  sont des chambres individuelles et le reste des chambres doubles.
Le centre Ratamo remplace l'hôpital du nord-Kymi à Kuusankoski.
Il est la propriété du groupement intercommunal des services hospitaliers et sociaux de la vallée de la Kymi.

## Services
Les services du centre sont :
- Services de garde
- Services de centre de santé
- Services de santé bucco-dentaire et urgence dentaire du nord e la vallée de la Kymi
- Services d'accueil et polycliniques dans divers domaines de soins médicaux spécialisés
- Centre de soins
- Services d'imagerie et de laboratoire du HUS
- services sociaux, santé au travail, urgence sociale et de crise
- services de santé mentale et de toxicomanie
- réadaptation ambulatoire, hospitalière et de salle
- polyclinique de plâtrage
- Service de soins palliatifs et de soins terminaux Villa Apila

### Autres articles
- Groupement intercommunal des services hospitaliers et sociaux de la vallée de la Kymi